# Кели (Ајова)
Кели (енгл. Kelley) град је у америчкој савезној држави Ајова. По попису становништва из 2010. у њему је живело 309 становника.

## Демографија
Према попису становништва из 2010. у граду је живело 309 становника, што је 9 (3,0%) становника више него 2000. године.
| Група             | 2000.       | 2010.       |
| Белци             | 297 (99,0%) | 301 (97,4%) |
| Афроамериканци    | 0 (0,0%)    | 2 (0,6%)    |
| Азијати           | 0 (0,0%)    | 1 (0,3%)    |
| Хиспаноамериканци | 0 (0,0%)    | 3 (1,0%)    |
| Укупно            | 300         | 309         |